# The Doors (ścieżka dźwiękowa)
The Doors – album muzyczny zawierający soundtrack do filmu The Doors wydany w 1991 roku.

## Spis utworów
1. The Movie – 1:07
2. Riders on the Storm – 7:00
3. Love Street – 2:49
4. Break on Through (To the Other Side) – 2:28
5. The End – 11:43
6. Light My Fire – 7:05
7. Ghost Song – 2:55
8. Roadhouse Blues – 5:21
9. Heroin – 7:09
10. Carmina Burana (Introduction) – 2:31
11. Stoned Immaculate – 1:34
12. When the Music’s Over – 10:57
13. The Severed Garden (Adagio) – 2:13
14. L.A. Woman – 7:47